# Шехзаде Коркут
Шехзаде́ Корку́т (тур. Şehzade Korkut; 1467, Амасья — 1513, Эмет) — сын Баязида II, наместник Текке (нынешняя Анталия). В 1481 году на короткое время выполнял обязанности регента на османском троне в отсутствие султана Баязида в столице. В дальнейшем принимал некоторое участие в борьбе за трон со своим братом Селимом I. Им же впоследствии и казнён.

## Биография
Коркут родился в Амасье (современная Турция) в 1467 году. Его отцом был султан Баязид II. По поводу личности матери Коркута нет единого мнения. Ей могла быть либо Нигяр Хатун, либо Гюльбахар Хатун. Если это всё же была Гюльбахар, то Коркут был родным братом Селима I. С детства Коркут жил в Стамбуле, где во дворце Мехмеда II Завоевателя он получил хорошее образование, знал много языков. Когда его дед Мехмед умер в 1481 году, то он стал самым старшим из османских принцев, проживавших в Стамбуле. Обладая таким статусом, он пробыл 18 дней на османском троне в качестве регента до возвращения Баязида в Стамбул.
Согласно османскому обычаю, все принцы (тур. şehzade) назначались наместниками (санджак-бей) провинций (санджак) в Анатолии (азиатская часть современной Турции); это было частью их подготовки к дальнейшему правлению. В 1491 году Коркут был определён губернатором санджака Сарухана (современная Маниса); в 1502 году он был назначен наместником Текке (нынешняя Анталия), порта на средиземноморском берегу. Там о его правлении напоминает построенный им минарет Кесик, до сих пор стоящий рядом с руинами городской мечети.
Анталия находилась дальше от Стамбула, чем Маниса. Дело в том, что по османской традиции, право на трон имел именно тот наследник, который первым достигнет Стамбула сразу после смерти султана. Когда султан отправил его управлять более отдалённой провинцией, Коркут понял, что отец сделал это неспроста, поддерживая своего старшего сына Ахмета. Он попросил вернуть ему прежний санджак; получив отказ в 1509 году, он бежал в Египет под предлогом паломничества, боясь расправы. Египет тогда находился под властью мамлюков, и тамошний султан радушно принял принца. Это вызвало гнев Баязида, однако он простил Коркута и разрешил ему вернуться в Османскую империю. На обратном пути на корабль Коркута напали госпитальеры и попытались взять принца в плен, однако ему удалось сбежать и благополучно вернуться домой.
К тому моменту Баязид был уже стар и слаб. Коркут решил переехать в Манису, чтобы быть поближе к столице. По пути туда он был ограблен повстанцами Шахкулу, которые украли часть перевозимой им казны. Позже он втайне прибыл в Стамбул, чтобы не пропустить грядущую борьбу за власть между своими братьями. Однако, там он почти не нашёл сторонников. Тогда он встретился со своим братом Селимом, который убедил его вернуться в свой санджак. Коркут оставил все претензии на трон и в дальнейшем не принимал участия в войне между своими двумя братьями (принцем Ахметом и Селимом I).
Селим стал новым султаном в 1512 году. Коркут быстро признал власть своего брата. Несмотря на это, недоверчивый Селим решил проверить его верность, послав ему поддельные письма от лица некоторых государственных мужей империи, в которых Коркута призывали принять участие в восстании против Селима. Узнав о положительном ответе брата, Селим приказал окружить Манису. По его приказу шехзаде Коркут был пойман и казнён в 1513 году близ Эмета (около Кютахьи в Турции) и был похоронен в Бурсе.
Помимо выполнения обязанностей наместника, шехзаде Коркут также писал книги, причём как на османском, так и на арабском и персидском языках.

### Сотрудничество с Барбароссой
Будучи наместником Антальи, Коркут предоставил османскому пирату Хайреддину Барбароссе 18 галер, построенных из местного леса, и приказал ему разобраться с госпитальерами, досаждавшими османам. Начав своё губернаторство в Манисе, Коркут помог Барбароссе ещё большим флотом уже из 24 галер, построенных на верфях Измира. С их помощью пират смог совершить плавание в итальянскую Апулию.

### Раскаяние Селима
Султан Селим I Явуз был храбрым и жестоким, но в то же время и очень чувствительным человеком. Однажды, придя к могиле Коркута, Селим не выдержал и начал горько плакать и сожалеть о том, что ему пришлось убить брата. Затем он подошёл к человеку по имени Пияле, преданному слуге Коркута. Он сказал, что прощает ему его измену и измену его хозяина и в связи с этим может предоставить ему ту должность, какую он только пожелает. Однако Пияле ответил, что теперь его долг — охранять могилу шехзаде Коркута.